# Luksemburg na Letnich Igrzyskach Olimpijskich 1960
Reprezentacja Luksemburga na Letnich Igrzyskach Olimpijskich 1960 w Rzymie liczyła 52 zawodników.

## Reprezentanci Luksemburga na Igrzyskach

### Boks
Mężczyźni
- Roby Rausch - waga musza - 17. miejsce
- Charles Reiff - waga kogucia - 17. miejsce
- Francois Sowa - waga lekkopółśrednia - 33. miejsce
- René Grün - waga półśrednia - 17. miejsce
- Ray Cillien - waga półciężka - 9. miejsce

### Gimnastyka
Mężczyźni
- Josy Stoffel

Ćwiczenia na podłodze - 46. miejsce
wielobój - 18. miejsce
skok - 20. miejsce
poręcz - 26. miejsce
drążek - 17. miejsce
kółka - 39. miejsce
koń z łęgami - 18. miejsce
- Armand Huberty

Ćwiczenia na podłodze - 86. miejsce
wielobój - 70. miejsce
skok - 63. miejsce
poręcz - 72. miejsce
drążek - 17. miejsce
kółka - 69. miejsce
koń z łęgami - 83. miejsce
- Marcel Coppin

Ćwiczenia na podłodze - 101. miejsce
wielobój - 100. miejsce
skok - 87. miejsce
poręcz - 98. miejsce
drążek - 86. miejsce
kółka - 111. miejsce
koń z łęgami - 107. miejsce
- Hubert Erang

Ćwiczenia na podłodze - 104. miejsce
wielobój - 119. miejsce
skok - 102. miejsce
poręcz - 116. miejsce
drążek - 120. miejsce
kółka - 121. miejsce
koń z łęgami - 112. miejsce
- Michel Kiesgen

Ćwiczenia na podłodze - 122. miejsce
wielobój - 97. miejsce
skok - 111. miejsce
poręcz - 101. miejsce
drążek - 78. miejsce
kółka - 66. miejsce
koń z łęgami - 97. miejsce
- François Eisenbarth

Ćwiczenia na podłodze - 127. miejsce
wielobój - 121. miejsce
skok - 119. miejsce
poręcz - 121. miejsce
drążek - 117. miejsce
kółka - 120. miejsce
koń z łęgami - 119. miejsce
- Josy Stoffel, Armand Huberty, Hubert Erang, François Eisenbarth, Michel Kiesgen, Marcel Coppin - wielobój drużynowo - 17. miejsce

Kobiety
- Liliane Becker

Ćwiczenia na podłodze - 101. miejsce
wielobój - 98. miejsce
skok - 83. miejsce
poręcz - 104. miejsce
równoważnia - 90. miejsce
- Yvonne Stoffel-Wagener

Ćwiczenia na podłodze - 105. miejsce
wielobój - 106. miejsce
skok - 107. miejsce
poręcz - 109. miejsce
równoważnia - 111. miejsce

### Kajakarstwo
Mężczyźni
- André Conrardy - K-1 1000 m - odpadł w repasażach
- Marcel Lentz, Léon Klares - K-2 1000 m - odpadli w repasażach

### Kolarstwo szosowe
Mężczyźni
- Roby Hentges - indywidualnie - 14. miejsce
- René Andring - indywidualnie - 25. miejsce
- Roger Thull - indywidualnie - 51. miejsce
- Louis Grisius - indywidualnie - nie ukończył
- Nico Pleimling, René Andring, Louis Grisius, Raymond Bley - drużynowo - 22. miejsce

### Lekkoatletyka
Mężczyźni
- Roger Bofferding - 200 metrów - odpadł w eliminacjach
- Felix Heuertz - 400 metrów - odpadł w eliminacjach
- Norbert Haupert - 800 metrów - odpadł w eliminacjach
- Jean Aniset - 5000 metrów - odpadł w eliminacjach
- Roger Bofferding, Felix Heuertz, Norbert Haupert, Ramon Humbert - sztafeta 4 × 400 metrów - odpadli w eliminacjach
- Charel Sowa

chód 20 km - 18. miejsce
chód 50 km - 21. miejsce

### Pływanie
Mężczyźni
- René Wagner - 100 metrów stylem dowolnym - odpadł w eliminacjach
- Rudy Muller - 100 metrów stylem grzbietowym - odpadł w eliminacjach
- Erny Schweitzer - 200 metrów stylem klasycznym - odpadł w eliminacjach

Kobiety
- Simone Theis - 100 metrów stylem grzbietowym - odpadła w eliminacjach

### Podnoszenie ciężarów
- Roger Hippertchen - waga lekka - 24. miejsce
- Henri Mersch - waga ciężka - 16. miejsce

### Sztrzelectwo
Mężczyźni
- François Fug - Pistolet 50 m - 51. miejsce
- Victor Kremer

Karabin małokalibrowy 3 postawy 50 m - 69. miejsce
Karabin małokalibrowy leżąc 50 m - 58. miejsce
- Marcel Chennaux - trap - niesklasyfikowany
- Aly Knepper - trap - niesklasyfikowany

### Szermierka
Mężczyźni
- Jean Link - floret - odpadł w drugiej rundzie
- Édouard Didier - floret - odpadł w eliminacjach
- Robert Schiel - floret - odpadł w eliminacjach
- Jean Link, Édouard Didier, Robert Schiel, Roger Theisen, Jean-Paul Olinger - floret drużynowo - 9. miejsce
- Eddi Gutenkauf - szpada - odpadł w drugiej rundzie
- Robert Schiel - szpada - odpadł w eliminacjach
- Roger Theisen - szpada - odpadł w eliminacjach
- Edy Schmit, Eddi Gutenkauf, Robert Schiel, Roger Theisen, Rudy Kugeler - szpada drużynowo - 5. miejsce

Kobiety
- Colette Flesch - floret - odpadła w eliminacjach
- Ginette Rossini - floret - odpadła w eliminacjach

### Zapasy
Mężczyźni
- François Schlechter - waga kogucia - 28. miejsce
- Jean Schintgen - waga piórkowa - 22. miejsce
- Bernard Philippe - waga półśrednia - 20. miejsce
- Raymond Schummer - waga średnia - 21. miejsce